# Bistum Ketapang
Das Bistum Ketapang (lateinisch Dioecesis Ketapangensis) ist eine in Indonesien gelegene römisch-katholische Diözese mit Sitz in Ketapang.

## Geschichte
Das Bistum Ketapang wurde am 14. Juni 1954 durch Papst Pius XII. aus Gebietsabtretungen des Apostolischen Vikariates Pontianak als Apostolische Präfektur Ketapang errichtet. Die Apostolische Präfektur Ketapang wurde am 3. Januar 1961 durch Papst Johannes XXIII. mit der Apostolischen Konstitution Quod Christus zum Bistum erhoben und dem Erzbistum Pontianak als Suffraganbistum unterstellt. Am 9. April 1968 gab das Bistum Ketapang Teile seines Territoriums zur Gründung der Apostolischen Präfektur Sekadau ab.

## Ordinarien

### Apostolische Präfekten von Ketapang
- Gabriel Sillekens CP, 1954–1961

### Bischöfe von Ketapang
- Gabriel Sillekens CP, 1961–1979
- Blasius Pujoraharja, 1979–2012
- Pius Riana Prapdi, seit 2012